# 割鸡芒属
割鸡芒属（学名：Hypolytrum）是莎草科下的一个属，为多年生粗壮草本植物。该属共有约90余种，分布于热带或亚热带地区。
该属的常见物种有：
- 海南割鸡芒 Hypolytrum hainanense
- 割鸡芒 Hypolytrum nemorum
- 少穗割鸡芒 Hypolytrum paucistrobiliferum
- 树仁割鸡芒 Hypolytrum shurenii

## 形态
割鸡芒属具有匍匐根状茎。其茎秆可以中生或侧生，叶片则基生或茎生，呈现近革质特性，通常平展。该属植物的总苞叶状或鳞片状，花序呈伞房状圆锥形或头状，且包含1至多个小穗。
假小穗内通常含有两朵雄花和一朵雌花，基部的两个鳞片龙骨状凸起，表面有疏生柔毛。该属植物具有2裂的柱头，小坚果为双凸状，表面光滑或具皱纹，顶端通常具圆锥形或卵球形的喙。